# جو هيون
جو هيون (هانغل: 주현) هو ممثل كوري جنوبي، ولد في 1 مارس 1941 في هامغيونغ الشمالية في كوريا الشمالية.

## أعمال

### أفلام
- نهاية سعيدة (1999)

### مسلسلات
- من القلب إلى القلب

## وصلات خارجية
- جو هيون على موقع IMDb (الإنجليزية)
- جو هيون على موقع قاعدة بيانات الفيلم (الإنجليزية)